# Hanford (Kalifornia)
Hanford – miasto (city), ośrodek administracyjny hrabstwa Kings, w środkowej części stanu Kalifornia, w Stanach Zjednoczonych. W 2013 roku miasto liczyło 54 686 mieszkańców.
Początki osady sięgają 1877 roku, gdy Southern Pacific Railroad zbudowało linię kolejową przebiegającą w sąsiedztwie znajdującego się tutaj obozu pasterskiego. Nazwa Hanford pochodzi od nadzorcy kolejowego, Jamesa Madisona Hanforda. Oficjalne założenie miasta nastąpiło w 1891 roku.